# That's Why God Made the Radio
That's Why God Made the Radio è il ventinovesimo album in studio del gruppo pop-rock statunitense The Beach Boys, pubblicato il 5 giugno 2012 dalla Capitol Records.
Prodotto da Brian Wilson, l'album è stato registrato in corrispondenza con il 50º anniversario della nascita della band e con la riunione ufficiale, ed è il primo disco a contenere nuovo materiale originale fin dai tempi di Summer in Paradise del 1992. L'album è inoltre il primo a vedere il ritorno nel gruppo del chitarrista David Marks sin dalla pubblicazione di Little Deuce Coupe nel 1963. Infine è il primo album dei Beach Boys pubblicato dopo la morte del membro fondatore Carl Wilson avvenuta nel 1998.
Preceduto dal singolo That's Why God Made the Radio, l'album ha raggiunto la posizione numero 3 della classifica di Billboard 200 ottenendo il miglior piazzamento per un nuovo album in studio dei Beach Boys dal 1965 ad oggi.

## Descrizione

### Origine e storia
Alla fine del 2010 iniziarono a circolare delle voci che i membri sopravvissuti dei Beach Boys si sarebbero riuniti in occasione del cinquantesimo anniversario della nascita del gruppo per un tour ed un nuovo album discografico. Nonostante qualche incertezza e smentite iniziali, il 16 dicembre 2011 venne annunciato che Brian Wilson, Mike Love, Al Jardine, Bruce Johnston e David Marks avrebbero registrato insieme un nuovo album.
Wilson e Love discussero dell'album in uscita e del tour promozionale nel corso di un'intervista datata 16 febbraio 2012. I due dissero che l'album era stato inciso con in mente il periodo di maggior creatività del gruppo, quello di metà anni sessanta. Proprio per questo il disco sarebbe terminato con una suite ispirata a Pet Sounds e SMiLE. La suite, originariamente composta da sei tracce concatenate fra di loro, adesso era stata ridotta alle ultime tre canzoni sull'album, From There to Back Again, Pacific Coast Highway e Summer's Gone. Questa riduzione ebbe luogo perché il brano I'd Go Anywhere era rimasto incompiuto, insieme ad altre due tracce. La title track, That's Why God Made the Radio è considerata da Brian Wilson una delle sue composizioni migliori.
Molte delle canzoni hanno una storia alle spalle: That's Why God Made the Radio venne scritta da Brian Wilson, Jim Peterik, Joe Thomas e Larry Millas nell'estate del 1998. La traccia Summer's Gone doveva originariamente essere la traccia finale dell'ultimo album dei Beach Boys in assoluto, secondo Brian, anche se in seguito egli cambiò idea. La canzone fu composta da Wilson sull'onda emotiva causata dalla morte di sua madre e del fratello Carl, morto due anni dopo. Brani come Isn't It Time, Shelter e The Private Life of Bill and Sue furono invece appositamente scritti per il nuovo album. La traccia Daybreak Over the Ocean era stata registrata nel 1978 da Mike Love, per un suo album solista mai pubblicato, con il titolo First Love (ed anche registrata nuovamente per un altro ugualmente inedito album solista di qualche anno fa, Mike Love Not War alias Unleash The Love: è questa quindi la versione che appare sull'album).
Secondo quanto affermato in un numero della rivista Rolling Stone America, che comprendeva un articolo di cinque pagine sul gruppo, 28 canzoni sono state scritte ed incise per l'album.

### Promozione
Il primo singolo estratto dall'album, That's Why God Made the Radio fece il suo debutto radiofonico il 25 aprile 2012 sulla stazione radio ESPN durante il programma Mike and Mike in the Morning. La band è apparsa in diversi show televisivi per eseguire la canzone.

## Accoglienza

### Critica
Secondo Bruce Johnston, le atmosfere del nuovo disco si avvicinano a quelle dell'album Sunflower del 1970. L'opera ha ricevuto recensioni contrastanti ma tutto sommato positive, ma è stata soprattutto la suite finale ispirata a Pet Sounds e SMiLE ad aver ricevuto maggiori encomi. That's Why God Made the Radio si avvia a diventare il disco meglio accolto dalla critica sin dai tempi di Love You del 1977.

### Successo commerciale
L'album debuttò alla posizione numero 3 in classifica negli Stati Uniti diventando l'album dei Beach Boys di maggior successo dopo la compilation del 1974 Endless Summer. Inoltre, That's Why God Made the Radio è il primo album da top 10 in classifica sin da 15 Big Ones del 1976. In Gran Bretagna l'album ha debuttato in classifica alla posizione numero 15 fornendo ai Beach Boys il miglior piazzamento dai tempi di Surf's Up del 1971.

## Tracce
1. Think About the Days (Brian Wilson, Joe Thomas) - 1:27
2. That's Why God Made the Radio (Wilson, Thomas, Larry Millas, Jim Peterik) - 3:19
3. Isn't It Time (Wilson, Mike Love, Thomas, Millas, Peterik) - 3:45
4. Spring Vacation (Wilson, Love, Thomas) - 3:06
5. The Private Life of Bill and Sue (Wilson, Thomas) - 4:17
6. Shelter (Wilson, Thomas) - 3:02
7. Daybreak Over the Ocean (Mike Love) - 4:20
8. Beaches in Mind (Wilson, Love, Thomas) - 2:38
9. Strange World (Wilson, Thomas) - 3:03
10. From There to Back Again (Wilson, Thomas) - 3:23
11. Pacific Coast Highway (Wilson, Thomas) - 1:47
12. Summer's Gone (Wilson, Jon Bon Jovi, Thomas) - 4:41

### Bonus Track edizione giapponese
1. Do It Again (2012 Version) - 2:57[15]

## Formazione
The Beach Boys
- Al Jardine – voce, fischio (10)
- Bruce Johnston – voce
- Mike Love – voce
- David Marks – chitarra
- Brian Wilson – voce

Musicisti aggiuntivi
- Jeffrey Foskett – voce, chitarra acustica (2, 4, 5 & 6), snaps (5)
- Joe Thomas – pianoforte (1, 11 & 12), clavicembalo (6), organo (8) snaps (5), tack piano (12)
- Tom Bukovac – chitarra (2, 4, 6 & 10) chitarra acustica (5 & 12)
- Michael Rhodes – basso (2, 4, 9, 10 & 12)
- Probyn Gregory – corno francese (1, 6, 11 & 12), banjo (5), chitarra acustica (5 & 8), trombone (6)
- Scott Bennett – vibrafono (1, 5 & 12), organo (2, 4 & 8) clavinet (4 & 8)
- Nelson Bragg – timpani (5), percussioni (5, 6, 9, 11 & 12)
- John Hobbs – pianoforte (2 & 5), tack piano (6, 9 & 10)
- Paul Mertens – sax baritono (5), arrangiamento archi (9, 10 & 11), flauto (10, 11 & 12)
- John Cowsill – batteria (5 & 8), snaps (5)
- Chad Cromwell - batteria (2, 4 & 9)
- Brett Simons – basso (5, 8 & 12)
- Nick Walusko – chitarra (2, 4 & 12)
- Jim Riley – chitarra (4 & 8)
- Jeff Baxter – chitarra elettrica (4 & 8)
- Darian Sahanaja – vibrafono (2 & 5)
- Joel Deroulin – violino (10 & 11)
- Sharon Jackson – violino (10 & 11)
- Peter Kent – violino (10 & 11)
- John Wittenberg – violino (10 & 11)
- Songa Lee – violino (10 & 11)
- Julie Rogers – violino (10 & 11)
- Alisha Bauer – violoncello (10 & 11)
- Vanessa Freebarin-Smith – violoncello (10 & 11)
- Nick Rowe – chitarra (2)
- Larry Millas – basso (3)
- Jim Peterik – ukulele e percussioni (3)
- Jessica Bish – snaps (5)
- Skip Masters – Radio voiceover (5)
- Scott Totten – chitarra acustica ed elettrica (7)
- Curt Bisquera – batteria (7)
- Cliff Hugo – basso (7)
- Adrian Baker – voce (7)
- Christian Love – voce (7)
- Hayleigh Love – voce (7)
- Paul Fauerso - arrangiamenti (7)
- Gary Griffin – fisarmonica (9)
- Eddie Bayers – batteria (12)
- Chris Bleth – oboe (12)
- David Stone – contrabbasso (12)

Crediti
- Brian Wilson – produzione
- Mike Love – produttore esecutivo
- Joe Thomas – recording
- Paul Fauerso - produttore e recording (7)
- Frank Pappalardo – recording, mixing engineer
- Michael Czaszwicz – additional engineering
- Wesley M. Seidman – additional engineering
- Larry Millas – additional engineering
- Tom Gordon – additional engineering
- Bob Ludwig – mastering

### Artwork
- Lawrence Azerrad – graphic design
- Guy Webster – fotografia